# Ponte Leopoldo II

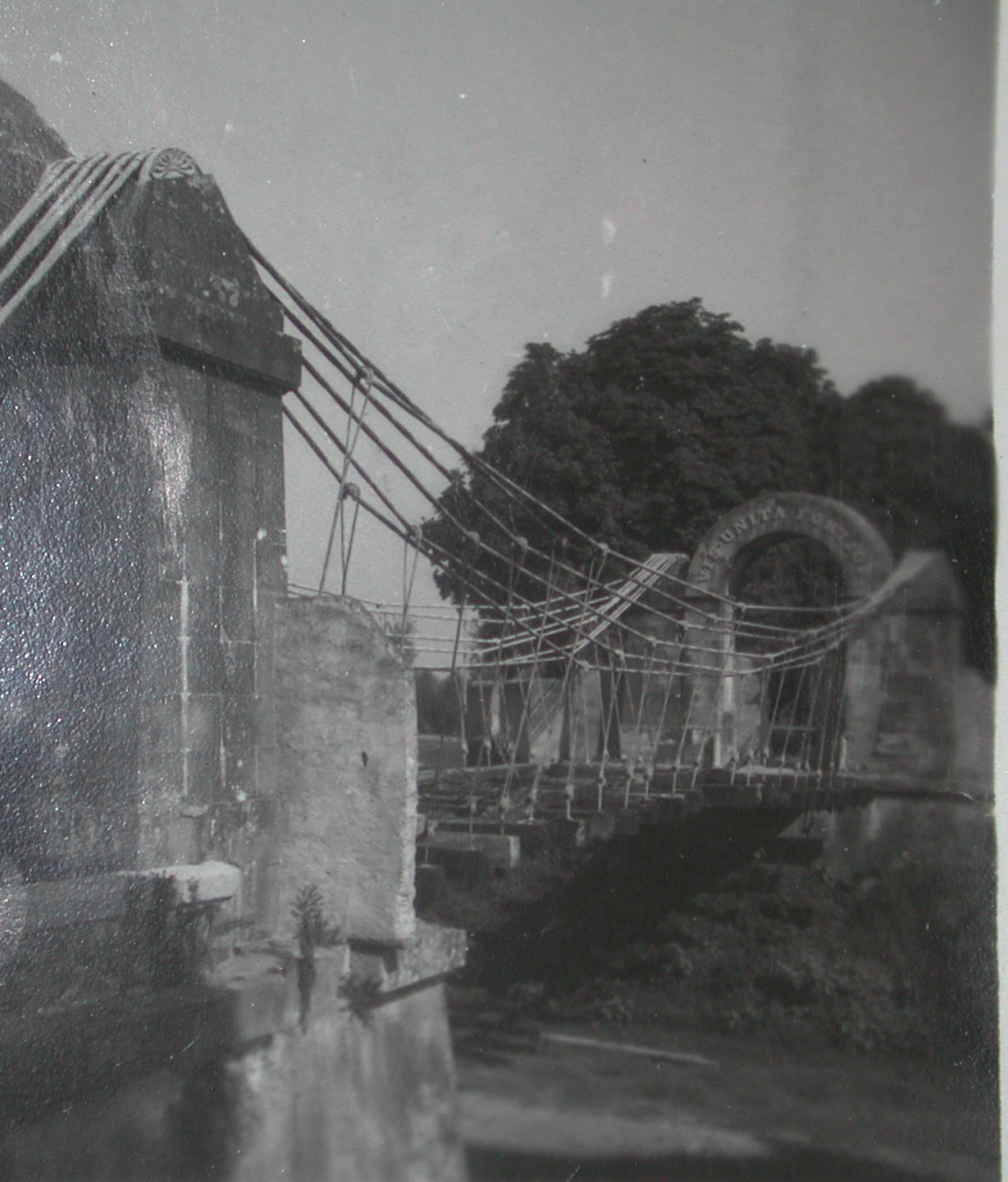
Il ponte negli anni '30, ancora integro seppur da "risarcire"

Il ponte Leopoldo II fu costruito nel 1833 da Alessandro Manetti a Poggio a Caiano sul fiume Ombrone Pistoiese.
Per meglio dire, la testata che insiste sulla sponda destra si trova nel comune di Poggio a Caiano, quella sulla sponda sinistra nel comune di Prato.
Si tratta di uno dei primi ponti sospesi costruiti in Italia, in un periodo pionieristico per l'affermazione di nuove tecnologie, materiali e linguaggi architettonici.

## Il progettista
Alessandro Manetti, figlio dell'architetto neoclassico Giuseppe Manetti, fu una singolare figura di progettista che conciliò un'istruzione accademica nel campo dell'architettura, con una formazione tecnica ed ingegneristica presso una scuola che non poteva essere più prestigiosa: l'École nationale des ponts et chaussées a Parigi.
Impiegato nella pubblica amministrazione, l'anno dopo la realizzazione del ponte fu nominato direttore del Corpo degli ingegneri di Acque e Strade, divenendo quindi il principale responsabile degli interventi tecnici nell'ambito del Granducato e progettando e dirigendo le opere più importanti del Granducato di Toscana, soprattutto per quel che riguarda bonifiche, opere idrauliche e strade.

## La storia del ponte
Il ponte rappresenta un episodio importante della storia della tecnica. Infatti, nel 1832, solo un anno prima della sua costruzione, era stato completato quello che oggi viene indicato come il primo ponte sospeso realizzato in Italia, ovvero il Ponte Real Ferdinando sul Garigliano, ideato dall'ingegnere Luigi Giura; di conseguenza, il ponte Leopoldo II può essere considerato il secondo ponte sospeso italiano e, come attestato dal Repetti, il primo ponte costruito in Toscana con la tecnica della sospensione. Dobbiamo tuttavia osservare che il ponte borbonico era costituito da "catene" di ferro, una sorta di aste o bielle di ferro forgiato collegate tra loro con occhielli. Il ponte di Poggio a Caiano era invece realizzato con l'innovativa tecnologia dei cavi o funi di fili di ferro avvolti, utilizzata per la prima volta in Francia pochi anni prima e destinata ad essere rapidamente impiegata in numerose altre opere d'ingegneria fino ai giorni nostri. Pertanto, il ponte Leopoldo II è il primo ponte sospeso a funi realizzato in Italia.

## Il ponte
Il ponte collegava i possedimenti granducali sulla riva destra dominati dalla Villa medicea, con quelli sulla riva sinistra organizzati intorno all'edificio delle cascine, che oggi si trovano nel comune di Prato. Fino ad allora il collegamento avveniva attraverso i due ponti pubblici esistenti e l'esigenza della corte di avere un collegamento privato era vivo da tempo.
Manetti realizzò un ponte sospeso con impalcato ligneo sospeso con funi metalliche a 12 cavi di sospensione in ferro appoggiati su piloni di sospensione in pietra disegnati in forma di archi estradossati ed ancorati su massi di ritenuta (detti "pigne") anch'esse di pietra.
Il ponte era carrabile e la larghezza 4.75 m comprendeva anche due marciapiedi rialzati.
La luce era di circa 35 metri.
Nel 1944 il ponte, pur necessitando di essere riparato, era ancora in parte in piedi seppure chiuso al passaggio. Forse (la testimonianza è orale), l'esercito tedesco in ritirata fece saltare i resti del ponte - come del resto aveva fatto con tutte le infrastrutture sull'Arno ed i suoi affluenti - minando i massi di ritenuta sulla sponda destra che, infatti, non si sono conservati. Da allora e fino alla sua ricostruzione restarono i piloni in pietra e due delle "pigne". Sia i cavi di sospensione, sia il tavolato ligneo furono riutilizzati dall'Opera Nazionale Combattenti che dal 1920 ne era stata la proprietaria. 
Nel corso del 2010 la Provincia di Prato, in collaborazione con i Comuni di Prato e Poggio a Caiano, ha indetto un concorso di progettazione per la ricostruzione del Ponte  dal titolo "Ponte del Manetti: ponte ciclo-pedonale nella sede del "Ponte Leopoldo II". Il concorso ha visto la presentazione di 128 progetti. 
Il 23 maggio 2018 sono iniziati i lavori di ricostruzione non fedele, in quanto le mutate condizioni degli argini che sono stati rialzati hanno reso impossibile una ricostruzione più o meno filologica. Il cantiere si è ufficialmente chiuso il 26 luglio 2019, giorno dal quale il ponte è nuovamente percorribile da pedoni e ciclisti.